# Кайру, Джордан
Джордан Кайру (англ. Jordan Kyrou; 8 мая 1998, Торонто,  Онтарио, Канада) — канадский профессиональный хоккеист, правый крайний нападающий клуба НХЛ «Сент-Луис Блюз».

## Карьера
Кайру был выбран на входящем драфте OHL под общим 38-номером клубом «Сарния Стинг». 7 июля 2014 года он подписал стандартный контракт новичка юниорских лиг с «Сарнией». Сезон 2014/15 стал для него первым в OHL, завершил его Джордан с 36 очками в 63 матчах.
На драфте НХЛ 2016 года Кайру был выбран во 2-м раунде под общим 35-м номером клубом «Сент-Луис Блюз». 27 июля 2016 года «блюзмены» подписал с ним трёхлетний контракт новичка. Перед сезоном 2017/18 в OHL Джордан был назначен капитаном «Сарнии Стинг». По итогам этого сезона он получил приз Джим Мэйхон Мемориал Трофи, став самым результативным правым нападающим в лиге, набрав 109 очков.
По итогам предсезонного тренировочного лагеря Джордан попал в основной состав команды на сезон 2018/19. Его дебют в НХЛ состоялся 4 октября 2018 года в матче против «Виннипег Джетс». Первое результативное очко в НХЛ он набрал 12 октября в матче против «Калгари Флэймз», сделав ассист, а первый гол в карьере НХЛ он забил 9 декабря в ворота «Ванкувер Кэнакс».
3 августа 2021 года Кайру подписал контракт с «Сент-Луисом» на 2 года с общей суммой 5,6 млн долларов.
13 января 2022 года был вызван на матч всех звёзд НХЛ.
13 сентября 2022 года подписал с командой новый 8-летний контракт. 19 декабря 2022 года в мачте с «Ванкувер Кэнакс» оформил первый в карьере хет-трик в НХЛ, тем самым помог «Блюз» выиграть матч со счётом 5:1. 11 марта 2023 года сделал хет-трик в ворота «Коламбус Блю Джекетс» (5:2).

## Личная жизнь
Кайру имеет греческое происхождение, его бабушка и дедушка по отцовской линии Иорданис и Мария, были греческими эмигрантами. Его родители — Аки и Рула (урождённая Эконому). Также у него есть два младших брата и сестры. Его брат Кристиан также хоккеист.

## Статистика
| Легенда | Легенда                    | Легенда | Легенда                   | Легенда | Легенда    |
| ------- | -------------------------- | ------- | ------------------------- | ------- | ---------- |
| И       | Количество проведённых игр | Штр     | Штрафное время            | +/−     | Плюс-минус |
| Г       | Голы                       | П       | Голевые передачи          | О       | Очки       |
| -       | Статистика неизвестна      | —       | Статистика не учитывалась |         |            |